# Andropogon hallii
Andropogon hallii es una especie de planta perenne de la familia de las poáceas.

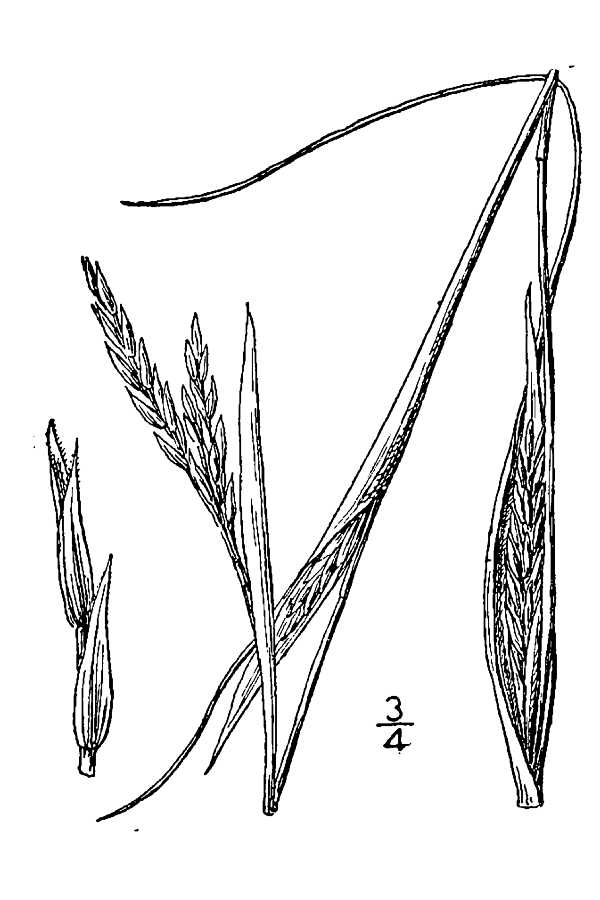
Ilustración

## Descripción
Es un matojo de hierbas que crece en mechones y pueden llegar a los 2,1 metros de altura en condiciones favorables.

## Distribución
Es nativa de América del Norte donde se encuentra desde el río Misisipi al oeste de las Montañas Rocosas y desde Canadá a Chihuahua, México. Prefiere suelos arenosos y dominará en las áreas que tienen un promedio de menos de 800 mm de lluvia al año.

## Usos
Andropogon hallii es un forraje de alta calidad con buena palatabilidad para el ganado, pero no puede hacer frente al intenso pastoreo continuo. También es útil para evaluar la vida silvestre y como fuente de semillas comestibles y como hábitat de anidación de aves de tierras altas.

## Taxonomía
Andropogon hallii fue descrita por Eduard Hackel y publicado en Sitzungsberichte der Kaiserlichen Akademie der Wissenschaften. Mathematisch-naturwissenschaftliche Classe. Abteilung I 89(1): 127. 1884.
Sinonimia
- Andropogon chrysocomus Nash
- Andropogon gerardii var. chrysocomus (Nash) Fernald
- Andropogon gerardii var. incanescens (Hack.) B.Boivin
- Andropogon gerardii var. paucipilus (Nash) Fernald
- Andropogon paucipilus Nash
- Andropogon provincialis var. chrysocomus (Nash) Fernald & Griscom
- Andropogon provincialis var. paucipilus (Nash) Fernald & Griscom
- Leptopogon flaveolus (Hack.) Roberty
- Sorghum hallii (Hack.) Kuntze[5][1][6]